# Sanco
Sanco o Semone (anche Sancus, Semo Sancus, Fidius Sancus) è una divinità arcaica romana protettrice dei giuramenti, di origine Sabina.

## Origine

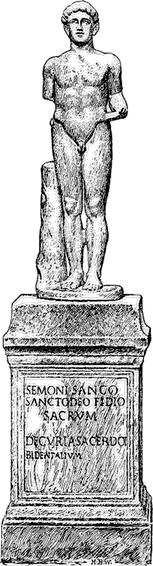
Sanco Semone

Di origine sabina (la provenienza sabina è menzionata da Agostino d'Ippona all'interno del De Civitate Dei, XVIII,19), fu associata a Giove Diespeter ed in seguito assimilata ad Eracle. Era considerato protettore dei giuramenti, e per questa ragione la sua radice etimologica si fa risalire al verbo «sancire».
Alcune parole (come "santità" e "sanzione"-per il caso di mancanza di rispetto dei Patti) hanno la loro etimologia nel nome di questo dio.
L'origine dell'attributo "Semone" è stata spiegata dai vari autori come derivante da: (1) "colui che presiede al tempo della semina e raccolto (dal verbo Serere, cf. il femminile semonia); (2) "colui che è oltre e superiore all'uomo" (se-Homo); (3) "semidio" (semi).

## Culto
Sanco era inoltre il Dio protettore dei voti nuziali, dell'ospitalità, della legge, del commercio e dei contratti in particolare. Alcune forme di giuramento sono state utilizzate nel suo nome e nel suo onore al momento della firma dei contratti e di altri importanti atti civili. Nel 446 a.C. fu costruito un santuario a lui dedicato a Roma, sul Quirinale, di fronte al tempio di Quirino e nei pressi della porta da cui prendeva il nome, la Porta Sanqualis. I sacerdoti chiamati bidentali, la cui esistenza è attestata da iscrizioni, sono stati specificamente collegati con il suo culto, dal momento che il fulmine che cadde dal cielo durante il giorno era considerato come inviato da Dius Fidius, e una classe speciale di uccelli (sanquales) era sotto la sua protezione. Nel suo Santuario sul Quirinale, la cui fondazione veniva celebrata il 5 giugno, venivano mostrati il fuso e la conocchia di Tanaquil, la moglie di Tarquinio Prisco, che agli occhi delle matrone romane incarnava tutte le virtù muliebri. 
Dionigi di Alicarnasso (IV. 58) racconta che il Foedus Gabinum, il trattato redatto da Tarquinio il Superbo in latino con caratteri greci su una pelle di bue per suggellare la pace tra Roma e Gabi, fu depositato nel tempio di Sanco, di cui egli traduceva il nome in Ζεύς πίστοις. 
Poteva essere invocato solo sotto il cielo aperto, come testimonianza della natura di un Dio che operava alla "luce del giorno"; quindi un'apertura rotonda è stata fatta nel tetto del suo tempio attraverso cui le preghiere avrebbero potuto ascendere al cielo. Se  veniva invocato in una casa privata, coloro che avessero pronunciato il suo nome si dovevano alzare in piedi sotto l'apertura interna detta compluvium. Si ipotizza che le sfere bronzee situate nel suo tempio, cui fa cenno Tito Livio (VIII. 20.8), potessero avere qualche connessione con questo, anche se possono essere state semplicemente simboli del potere eterno di Roma. Inoltre al dio era dedicato un altare nell'Isola Tiberina all'interno di una cappella, l'iscrizione sulla quale ha portato gli scrittori cristiani (Giustino Martire, Tertulliano, Eusebio) a confonderlo con Simon Magus, e a dedurre che quest'ultimo fosse stato venerato a Roma come un Dio. Il culto di Semo Sanco comunque non ha mai posseduto un'importanza rilevante a Roma. Il plurale "Semones" è stato usato di una classe di esseri soprannaturali, una sorta di divinità tutelare dello stato.
Sanco era collegato in diversi modi alla dea Salus. I loro santuari (Aedes) erano molto vicini l'uno all'altro su due colline adiacenti del Quirinale, i colli Mucialis e Salutaris rispettivamente. Alcuni studiosi sostengono anche che alcune iscrizioni a Sanco sono state trovate sul colle Salutaris. Inoltre, Salus è la prima della serie di divinità menzionate da Macrobio come collegate nella loro sacralità: Salus, Semonia, Seia, Segetia, Tutilina; tutte queste richiedevano il rispetto di un dies feriatus da parte della persona cui capitava di pronunciare il loro nome. Queste divinità erano legate agli antichi culti agrari della valle del circo massimo che tuttavia rimangono misteriosi.
La statua di Tanaquil posto nel Santuario di Sancus era famosa per avere  nella sua cintura rimedi (chiamato "praebia") che la gente veniva a raccogliere.
La relazione tra "Sancus Dius Fidius" e Giove è certa nel fatto che entrambi sono responsabili del giuramento, sono collegati con il cielo luminoso del giorno e possono scagliare fulmini. Questa sovrapposizione di caratteri funzionali ha generato confusione circa l'identità di Sancus Dius Fidius tra gli studiosi antichi e moderni, in quanto Dius Fidius è stato talvolta considerato un altro teonimo di Giove. 
L'ipotesi di G. Wissowa che Semo Sancus sia il genio di Giove sarebbe invece da scartare in quanto anacronistica in quanto il concetto di un genio di una divinità è attestato solo nel periodo imperiale.
Comunque l'autonomia di Sanco Semone da Giove e il fatto che Dius Fidius è una denominazione alternativa di Sanco (e non di Giove) è indicato dal nome del corrispondente Umbro dio Fisus Sancius che ripete le due parti costitutive di Sancus e Dius Fidius: l'umbro (e sabino) Fisus sta a Fidius, come il Sabino Clausus sta al latino Claudius. Il fatto che Sanco, come Giove, sia responsabile dell'osservanza dei giuramenti, delle leggi dell'ospitalità e della fedeltà (Fides), lo rende una divinità legata alla sfera e ai valori della sovranità, cioè nella terminologia di Dumezil della "prima funzione".
Confermano il parallelismo alcuni dettagli del culto di Fisus Sancius a Iguvium (Gubbio) e quelli di Fides a Roma come l'uso del "mandracolo", un pezzo di tessuto di lino che copre la mano destra dell'ufficiale, e della "urfeta" (orbita), tipo di piccolo disco di bronzo portato nella mano destra dall'offerente, e anche deposto nel tempio di Semo Sancus nel 329 aC Dopo una relazione di tradimento.
Alcuni aspetti del rito del giuramento di Dius Fidius, come la procedura  sotto il cielo aperto o il compluvium delle residenze private, cosiccome il fatto che il tempio di Sanco non avesse tetto, hanno suggerito al romanista Sacchi romanista l'idea che il giuramento a Sanco Dius Fidius ha preceduto quello a Giove (Iuppiter Lapis o Iuppiter Feretrius), e dovrebbe avere origine nei rituali preistorici, quando il tempio era all'aria aperta e definito da punti di riferimento naturali come ad es. Il più alto albero vicino.
Il supposto corrispondente umbro, Fisus Sancius, è associato a Marte nel rituale del sacrificio alla Porta di Tesenaca come uno degli dei della triade minore e questo dimostra la sua connessione militare in Umbria. Ciò potrebbe essere spiegato dalla natura militare del concetto di sanzione che implica l'uso della repressione. Anche il termine sanctus ha in diritto romano implicazioni militari: le mura della città sono sanctae .

## Corrispondenza vedica
Roger D. Woodard ha interpretato Sanco come equivalente romano del dio vedico Indra, che deve contare sull'aiuto dei Maruti, secondo la sua visione corrispondente ai dodicesimi semones romani del carmen Arvale, nel suo compito di uccidere il drago Vritra liberando le acque. Egli rintraccia l'etimologia di Semo nella radice indoeuropea di IE *she(w) che rimanda ai significati di versare, fluire, cadere legati alla pioggia e alla semina.

## Teorie delle origini non sabine
Citiamo Theodor Mommsen, William Warde Fowler e Georges Dumezil tra quelli che rifiutano la teoria tradizionale che attribuisce un'origine sabina al culto romano di Semone Sanco Dius Fidius, in parte per motivi linguistici in quanto il teonimo è latino e nessuna menzione o prova di un Semone sabino si trova vicino a Roma, mentre i Semones sono attestati in latino nel carmen Arvale. Secondo loro, Sanco sarebbe una divinità condivisa da tutti gli antichi popoli italici, sia Osco-Umbri che Latino-Falisci.
Per quanto riguarda la religione etrusca, N. Thomas De Grummond ha suggerito di identificare Sancus nell'iscrizione Selvans Sanchuneta trovata su un cippo scoperto vicino a Bolsena, anche se altri studiosi collegano questo epiteto a un gentilicium familiare locale . La scritta Tec Sans trovato su statue di bronzo (uno di un ragazzo e quello dell'arringatore, diffusore pubblico) dalla zona di Cortona è stato visto come una forma etrusca dello stesso nome